# Baik Hyun-man
Baik Hyun-man (* 27. Januar 1964) ist ein ehemaliger südkoreanischer Schwergewichts-Boxer. Baik war zweimaliger Gewinner der Asienspiele und Silbermedaillengewinner der Olympischen Spiele 1988.

## Karriere
1985 nahm Baik erstmals an den Asienmeisterschaften teil und gewann die Goldmedaille im Superschwergewicht (+91 kg). Im Jahr darauf gewann er die Asienspiele. Bei den Weltmeisterschaften 1986 schied Baik in der Vorrunde gegen Alex Garcia, USA (RSC 2.), aus.
1987 startete Baik bei den Asienmeisterschaften im Schwergewicht (-91 kg) und errang die Goldmedaille. Mit diesem Titelgewinn qualifizierte er sich auch für die Olympischen Spiele 1988 im eigenen Land, bei denen er mit Siegen über Zeljko Mavrovic, Jugoslawien (5:0), Maik Heydeck, DDR (RSC 1.), und Andrzej Gołota, Polen (RSC 2.), überraschend das Finale erreichte, welches er jedoch gegen Ray Mercer, USA (K. o. 1.), verlor und damit die olympische Silbermedaille gewann.
Bei den Asienspielen 1990 konnte Baik wie schon 1986 den Titel erringen und zog sich danach aus dem aktiven Sport zurück.